# 古斯塔夫·阿尔姆格伦
古斯塔夫·阿尔姆格伦（瑞典語：Gustav Almgren，1906年11月6日—1936年8月31日），瑞典男子击剑运动员。他曾代表瑞典参加1936年夏季奥林匹克运动会击剑比赛，获得男子团体重剑银牌。